# Mount Waddington (dystrykt regionalny)
Mount Waddington – dystrykt regionalny w kanadyjskiej prowincji Kolumbia Brytyjska. Siedziba władz znajduje się w Port McNeill.
Mount Waddington ma 11 506 mieszkańców. Język angielski jest językiem ojczystym dla 90,8%, francuski dla 1,3% mieszkańców (2011).